# Урфалов, Александр Сергеевич
Александр Сергеевич Урфалов (1892—1920) — участник Белого движения на Юге России, командир 3-го Марковского полка, подполковник.

## Биография
Из мещан. Уроженец Бессарабской губернии.
Общее образование получил в Николаевском среднем механико-техническом училище. Воинскую повинность отбывал в 16-м стрелковом полку, 30 октября 1914 года был произведен из унтер-офицеров в прапорщики запаса армейской пехоты по Одесскому уезду.
В Первую мировую войну был призван из запаса и состоял в 416-м пехотном Верхнеднепровском полку. По сообщению газеты «Русское слово», осенью 1915 года раненый прапорщик Урфалов прибыл в Москву и был помещен в городской госпиталь при Покровской общине. По выздоровлении вернулся в свой полк. Произведен в подпоручики 20 мая 1916 года, в поручики — 8 октября того же года, в штабс-капитаны — 12 февраля 1917 года. Награжден Георгиевским крестом 4-й степени с лавровой веткой 
За то, что в бою 11 июля 1917 года у д. Выбранувка, несмотря на то, что был ранен, оставался в строю.
Приказом по 7-й армии от 21 ноября 1917 года награждён Георгиевским оружием.
С началом Гражданской войны прибыл из Одессы в Добровольческую армию, был зачислен рядовым в 1-й Офицерский (Марковский) полк. Был ранен 14 октября 1918 на реке Уруп и 17 ноября того же года под деревней Кононовкой. С декабря 1918 по июль 1919 года — в 9-й роте 1-го Офицерского (Марковского) полка. С 18 июня 1919 года произведен в капитаны. Был командиром роты. С 1 сентября 1919 года назначен помощником командира, а в марте 1920 года — командиром 3-го Марковского полка. Позднее в 1920 году произведен в подполковники. Был убит 8 августа 1920 года в бою у станции Пришиб, когда атаковал противника в конном строю во главе команды конных разведчиков. Похоронен в Симферополе. Посмертно награждён орденом Св. Николая Чудотворца.

## Награды
- Орден Святой Анны 3-й ст. с мечами и бантом (ВП 5.06.1916)
- Орден Святого Станислава 2-й ст. с мечами (ВП 29.12.1916)
- Георгиевский крест 4-й ст. с лавровой веткой (№ 934888)
- Георгиевское оружие (Приказ по 7-й армии от 21 ноября 1917 года, № 1888)
- Орден Святителя Николая Чудотворца (Приказ Главнокомандующего № 248, 31 октября 1921)